# قائمة شخصيات ألف ليلة وليلة
هذه قائمة بشخصيات فلكلورية من الشرق الأوسط، ذكرت جميعها في قصص ألف ليلة وليلة والتي تعود للعصور الوسطى.

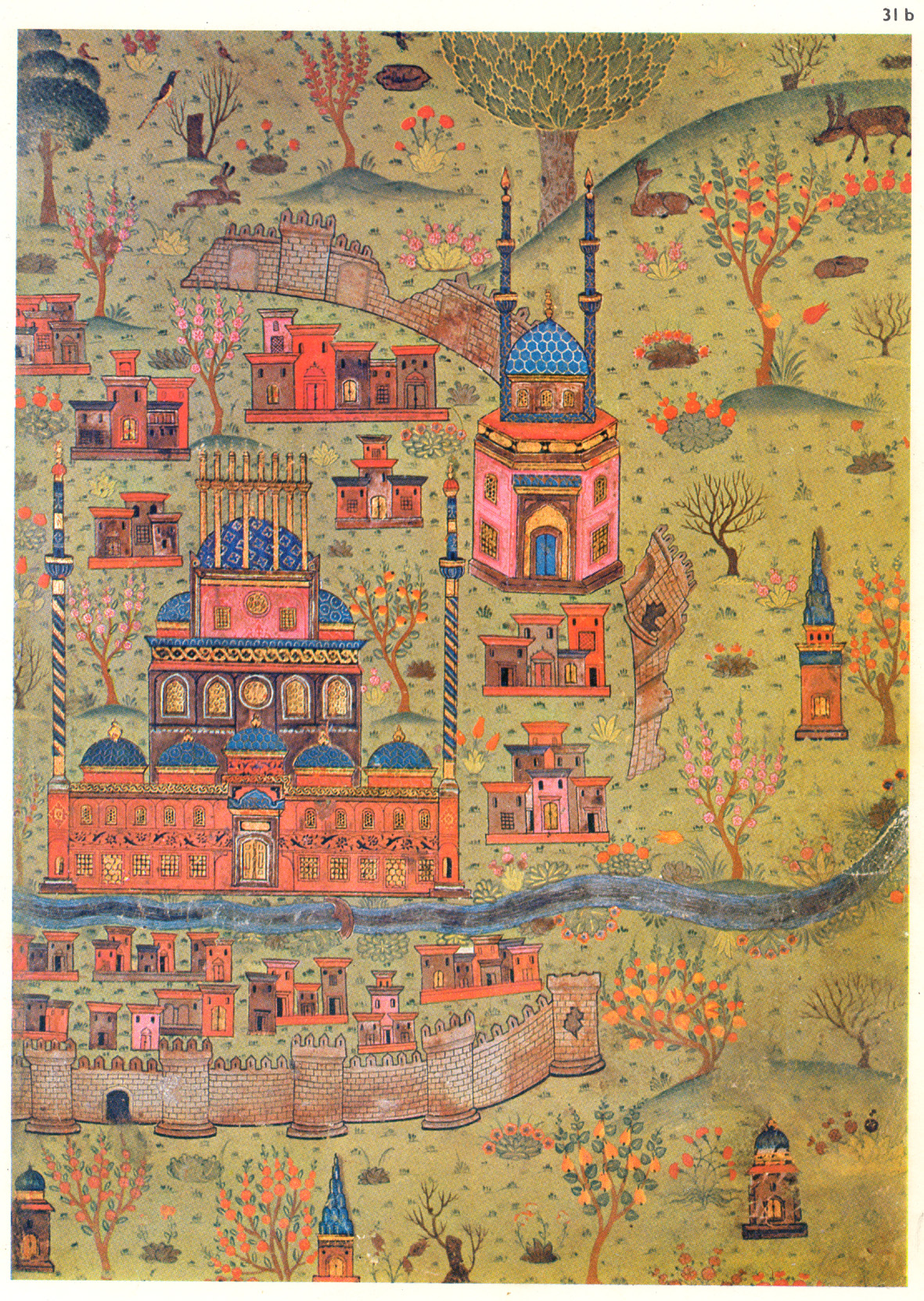
تعبير فني لإحدى المدن من ألف ليلة وليلة.

## الشخصيات في القصة الرئيسية

### شهرزاد
طالع شهرزاد

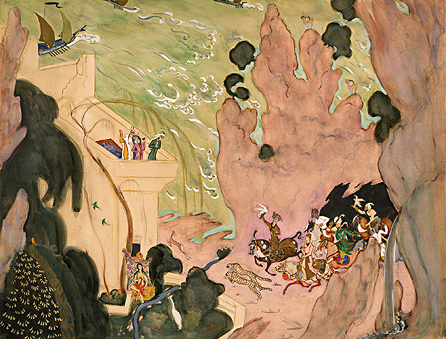
شهرزاد مع شهريار في القصر

شهرزاد، ملكة أسطورية في تاريخ إيران، وهي راوية قصص الليالي. وهي ابنة كبير وزراء الدولة وشقيقة دنيازاد
تزوجت شهرزاد من الملك الذي كان أخذ عهداً على نفسه باتخاذ عروس جديدة لنفسه ثم قتلها كل يوم. روت شهرزاد حكايا للملك على مدى 1001 ليلة، بحيث كانت تتوقف عن الرواية مع الفجر بأسلوب تشويقي كان يمنع الملك من قتلها رغبة منه في سماع ما تبقى من القصة.

### شهريار
طالع شهريار الملك
شهريار، ويعني الاسم «الملك العظيم» هو ملك الملوك الساسانيون الفرس.
كان حاكماً في إيران وامتد حكمه إلى الهند، وشمل كافة الجزر المجاورة والطريق الممتدة من نهر الغانج إلى الصين. شقيقه الأصغر هو شاهزمان حاكم سمرقند.
في القصة، يذكر أن شهريار شهد خيانة زوجته، ما جعله يعتقد أن كافة النساء خائنات. لذا فقد تزوج شهريار امرأة جديدة كل ليلة على مدى ثلاث سنوات بحيث كان يعدمهن في الصباح، واستمر ذلك إلى أن تزوج من شهرزاد ابنة الوزير. كانت شهرزاد تروي حكاية كل ليلة على مدى 1001 ليلة متتالية بحيث كانت تتوقف عند نقطة التشويق في القصة، ما اضطر شهريار للإبقاء على حياتها أملاً في أن تكمل القصة في الليلة التالية.

### دنيازاد
دنيازاد هي شقيقة شهرزاد الصغرى. كانت دنيازاد تحضر لمخدع أختها كل ليلة لتوديعها قبل أن يقتلها شهريار في الصباح التالي، وكانت في كل مرة تطلب من شقيقتها رواية قصة أخيرة. في ختام ألف ليلة وليلة، تتزوج دنيازاد من شاه زمان، شقيق شهريار الأصغر.
في رواية الوهم لجون بارث، تكون دنيازاد هي الراوية الأساسية للأحداث.

### والد شهرزاد
والد شهرزاد يدعى «جعفر» وهو وزير (لقب) الملك شهريار. كان الوزير يتولى إعدام زوجات شهريار يومياً بناءً على طلب الملك. استمر هذا الحال لعدة أعوام إلى أن لم يتبقَ في المملكة أي فتاة غير متزوجة إلا وقد قتلت أو هربت، عندئذ عرضت شهرزاد الزواج من الملك.
في نهاية القصة، يسافر والد شهرزاد إلى سمرقند حيث يُنصّب شاه زمان سلطاناً.

### شاه زمان
شاه زمان هو سلطان سمرقند، وهو شقيق شهريار الملك. يشهد شاه زمان خيانة زوجته الأولى مع أحد العبيد، فيقتلهما الإثنين معاً. وبعدما ينتقل للعيش عند شقيقه شهريار، يكتشف أن زوجة أخيه غير مخلصة. فيتكون لديه اعتقاد بأن كل النساء غير جديرات بالثقة ويعود إلى سمرقند، لكن بعد أن يتكون نفس الاعتقاد لدى أخيه الملك ما يجعله يقرر أن يتزوج كل ليلة من امرأة ثم يقتلها في الصباح التالي.

## شخصيات من قصص شهرزاد

### أحمد

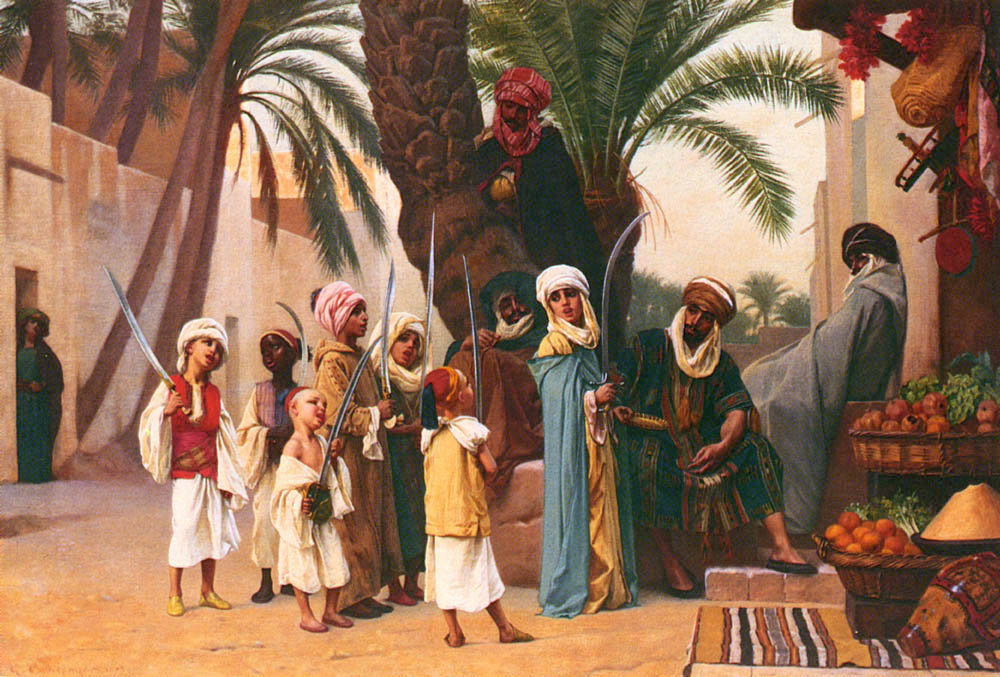
أبناء سلطان جزر الهند مع سيوفهم. (من رسم لغوستاف بولانغر، حكاية من ليالي ألف ليلة وليلة

الأمير أحمد، هوالابن الأصغر بين أبناء سلطان جزر الهند الثلاثة. يشار إلى أنه كان يمتلك الخيمة السحرية التي كانت تتسع لتصبح ملجأ لإيواء الجيش، ومن ثم تتقلص بحيث يمكن حفظها في الجيب. سافر أحمد إلى مدينة سمرقند واشتر تفاحة يمكن أن تشفي أي مرض عندما يشمها الشخص المريض. حسب القصة، شفى أحمد الأمير باريبانو من سيطرة الجن.

### علاء الدين
طالع علاء الدين
ربما يكون «علاء الدين» أحد أكثر الشخصيات الشهيرة في قصص  ألف ليلة وليلة ويظهر في الحكاية الشهيرة «علاء الدين والمصباح السحري».

### علي بابا
طالع علي بابا والأربعون لصا

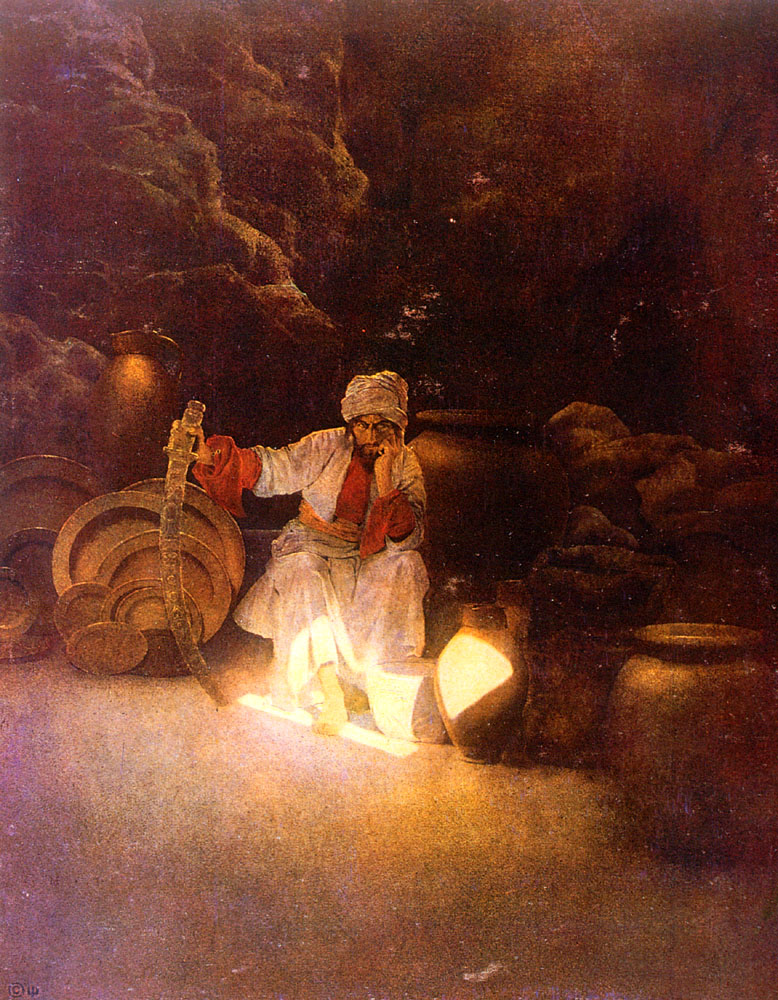
لوحة علي بابا بريشة ماكسفيلد باريس (1909).

علي بابا هو حطاب فقير يصبح غنياً بعد أن يكتشف مخبأ الكنز العظيم الذي خبأته عصابة الأربعين حرامي.

### علي شار
علي شار في قصة «علي شار وزمرد»، يرث ثروة طائلة بعد موت والده، لكنه سرعان ما يبددها. ويبقى مشرداً فقيراً لعدة أشهر إلى أن يقابل زمرد في سوق الرقيق. تعطي زمرد علي المال ليشتريها، فيعيشان معاً. بعد ذلك بعام، تختطف زمرد فيستغرق علي ما يتبقى من القصة في البحث عنها.

### الأمير علي
«الأمير علي» هو ابن سلطان جزر الهند. يسافر إلى شيراز عاصمة إيران (في ذلك الزمان)، ويشتري الزجاج السحري الذي يمكن رؤية مئات الأميال من المسافات من خلاله.

### بدر البدور
طالع بدر البدور
الأميرة بدر البدور هي ابنة امبراطور الصين الوحيدة، يقع علاء الدين في حبها بعد أن يراها في المدينة مع حشد من رفيقاتها. يستخدم علاء الدين جني المصباح لاحباط زواج الأميرة من ابن كبير الوزراء ويتزوجها. وصفت الأميرة بدر البدور في القصة بأنها مدللة وعبثية.

### قاسم

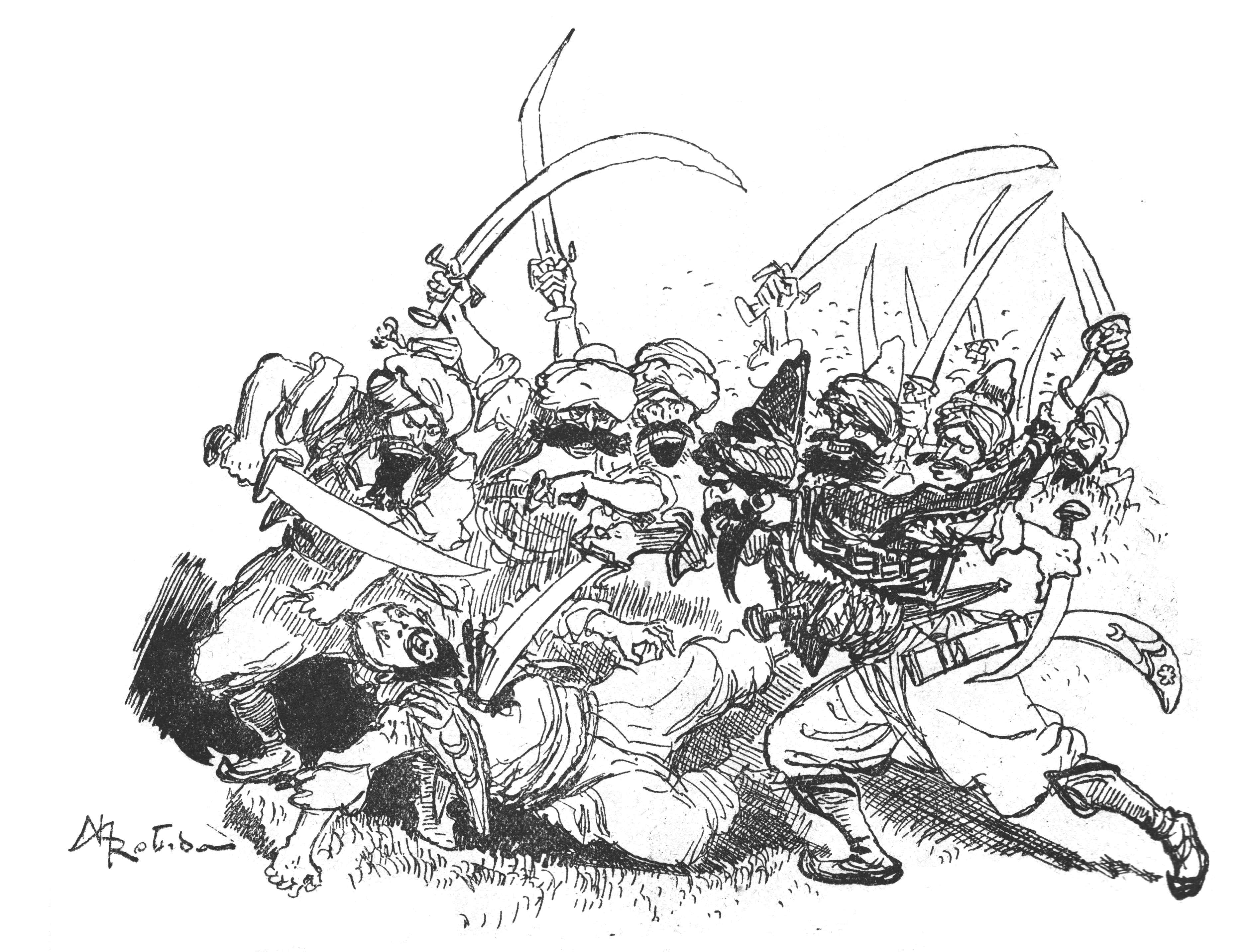
اللصوص الأربعون الجشعين يهاجمون قاسم عندما يجدونه في كهفهم السحري السري.

قاسم شقيق علي بابا الجشع، يقتله الأربعون حرامي عندما يقبضون عليه في كهفهم السحري حيث يخبئون الكنز العظيم.

### حسين
الأمير حسين، أكبر أبناء سلطان جزر الهند، يسافر إلى بسناغار في الهند ويشتري بساط الريح

### معروف الإسكافي
معروف هو إسكافي مجتهد ودؤوب ويعمل في مدينة القاهرة، ومتزوج من امرأة كذوب ومزعجة إسمها فاطمة. ونتيجة لشجار يقع بينه وبين زوجته فاطمة، يهرب معروف الإسكافي من مدينة القاهرة. ويدخل أطلال مدينة أثرية تدعى العادلية ليحتمي بها من مطر الشتاء. وبعد غروب الشمس يقابل معروف الإسكافي جنياً، ويقوم بنقل معروف إلى بلاد بعيده تدعى اختيان الخَتَن

### مرجانة

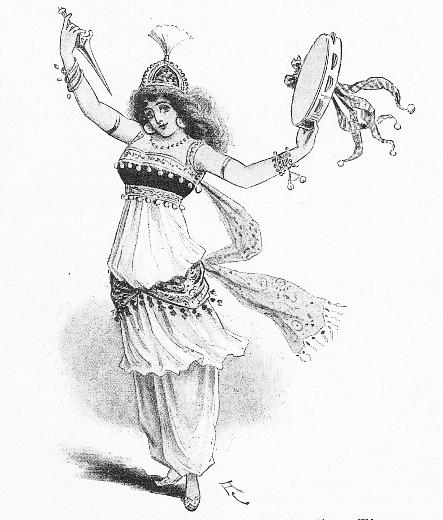
مرجانة تلعب بالدُف.

مرجانة هي جارية فطينة كانت لقاسم، وعند مقتله تنضم لعلي بابا. وبفضل سرعة البديهة لديها وفطنتها، تنقذ حياة علي بابا لأكثر من مرة، وأخيراً تستطيع قتل عدوه اللدود، قائد الأربعين حرامي. وكمكافأة لها يعتقها علي بابا وتتزوج من إبنه.

### سندباد الحمال
سندباد الحمال هو حمّال فقير يعيش في بغداد، والذي في أحد الأيام يجلس على عتبة بيت تاجر ثري. ومالك هذا البيت هو سندباد البحري الذي يسمع نواح سندباد الحمال ويرسل في طلبه. ويستمتعان بكونهما يحملان نفس الاسم، ويروي سندباد البحار له قصة رحلاته السبعة.

### سندباد البحري
سندباد البحري هو أحد أشهر شخصيات قصة ألف ليلة وليلة. وهو من البصرة، ويسكن في بغداد، ويروي قصصه ومغامراته لسندباد الحمّال.

### سلطان جزر الهند
سلطان جزر الهند هو والد كلا من الأمراء حسين وعلي وأحمد. والثلاثة يرغبون بالزواج من ابنة عمهم الأميرة نور النهار، ويوافق السلطان على تزوجيها للأمير الذي يأتي بأندر شيء على وجه الأرض.

### يونان
الملك يونان هو حاكم لأحد مدن فارس القديمة، في مقاطعة زومان، (أذربيجان في الوقت الحاضر). ويظهر في قصة الوزير والحكيم دوبان. حيث تروي القصة ان الملك يونان يُصاب بمرض الجذام، ولكنه يُشفى على يد الحكيم دوبان، الذي يقوم الملك بتكريمه غاية الكرم. مما جعل وزير الملك يونان يحسده ويحقد عليه، ويقوم بتحريض الملك على الحكيم وأنه ينوي الإطاحة به وخلعه عن عرشه. في البداية لا يصدق الملك يونان كلام الوزير ويروي له قصة الزوج والببغاء، ويرد عليه الوزير ويروي له قصة الأمير والغولة، فيقتنع الملك يونان بأن الحكيم دوبان مذنب ويأمر بإعدامه. وفي إحدى الايام يموت الملك يونان بعد أن قرأ كتابا للحكيم دوبان، ليُكتشف أن صفحات ذلك الكتاب كانت مسمومة.

### زمرد
زمرّد سمرقند، (كانت سمرقند زمن القصة مشهورة بالزمرد)، هي فتاة جارية ظهرت في قصة «علي الشاعر وزمرد». فقد اشتراها علي الشاعر وتقع في حبه، فعاشت معه حتى اختطفها المسيحيون. تتمكن زمرد من الهرب، فيعثر عليها جافان الكردي. تتمكن زمرد من الهرب من خاطفها بعد أن تنكرت بزيّ رجل.

### العبد كافور
العبد كافور عبد اعتاد أن يكذب كذبة واحدة في العام، وكانت تلك الكذبة تتسبب في إثارة البلبلة والفوضى، وكانت عقوبته في نهاية الحكاية الإخصاء.

### خليفة الصياد
صياد فقير يُلقي شبكته في النهر، وفي كل مرة كانت تخرج لها بدلاً من السمك قرداً، فقد أخرجت ثلاثة قرود، لكل منها قصته الغريبة.

## شخصيات حقيقية

### أبو نواس
أبو نواس، أحد أشهر شعراء بلاط الخليفة هارون الرشيد. يظهر أبو النواس في العديد من قصص ألف ليلة وليلة.

### المستنصر بالله
المستنصر بالله، خليفة عباسي حكم في بغداد في الفترة 1226-1242. في القصة يروي حلاق بغداد عدداً من القصص عنه وأخوانه الستة.

### الظاهر بأمر الله
الظاهر بأمر الله كان أحد خلفاء الدولة العباسية، حكم في بغداد في الفترة 1225-1226 ويظهر في القصة في حكايات الأحدب.

### هشام بن عبد الملك
هشام بن عبد الملك عاشر خلفاء الدولة الأموية، حكم في دمشق في الفترة ما بين 724 - 743 ويظهر في قصة الغلام الأعرابي

### خالد القسري
خالد بن عبد الله القسري كان والياً أموياً على العراق، يظهر في قصة الشاب السارق

### هارون الرشيد
هارون الرشيد بن محمد المهدي هو الخليفة العباسي الخامس، يعتبر من أشهر الخلفاء العباسيين.حكم بين عامي 786 و809 م.ولد (حوالي سنة 763م في مدينة الري وتوفي سنة 809م في مدينة طوس (مشهد اليوم).وهو أكثر الخلفاء العباسيين ذكرا في المصادر الأجنبية كالحوليات الألمانية على عهد الإمبراطور شارلمان التي ذكرته باسم Aron، والحوليات الهندية والصينية التي ذكرته باسم Alun, أما المصادر العربية فقد أفاضت الكلام عنه حيث صور بالخليفة الورع المتدين الذي تسيل عبراته عند سماع الموعظة والمجاهد الذي أمضى معظم حياته بين حج وغزو، فكان يحج عاما ويغزو عاما، وانه أول خليفة عباسي قاد الغزو بنفسه، وقد نقل ابن خلكان أن الرشيد قد حجّ تسع مرّات وكان يصلي في اليوم مائة ركعة، كذلك كان يصور بصورة الخليفة الحذر الذي يبث عيونه وجواسيسه بين الناس ليعرف أمورهم وأحوالهم، بل كان أحيانا يطوف بنفسه متنكرا في الأسواق والمجالس ليعرف ما يقال فيها، ويعتبر عصره العصر الإسلامي الذهبي.

### جعفر البرمكي
جعفر البرمكي كان وزير هارون الرشيد، ظهر في العديد من القصص مصاحباً لهارون الرشيد غالباً. في بعض القصص كقصة التفاحات الثلاث، صوّر جعفر البرمكي في دور مماثل للمحقق. كما وصف في القصص بأنه مغامر جنباً إلى جنب مع بطل القصص عطّاف.

### كسرى
كسرى الثاني كان ملك الساسانيين منذ سنة 590 إلى 628، ظهر مع زوجته شيرين في قصة الليلة 391 بعنوان «كسرى وشيرين وصياد السمك».

### شيرين
شيرين (ملكة فارسية)، كانت زوجة الملك الساساني كسرى الثاني. ظهرت مع زوجها كسرى في قصة الليلة 391 بعنوان «كسرى وشيرين وصياد السمك».